# 孫衣言
孙衣言（1815年—1894年），字劭闻，号琴西，斋名逊学，浙江瑞安人。晚清政治人物、學者。

## 生平
孙衣言十八岁从曹秋槎学诗文。道光十七年（1837年）选拔贡，道光三十年（1850年）中进士，选庶吉士。咸丰初年散馆，授编修，入直上书房，后升侍讲。第二次鸦片战争期间，英法联军进犯天津，京师戒严，孙衣言两次上疏，建言速战，被外调安庆府知府。同治四年（1865年），主杭州紫阳书院讲席。同治十一年（1872年），升安徽按察使。光绪元年（1875年）升湖北布政使，次年调江宁布政使。光绪五年（1879年）任太仆寺卿。称病致仕归里，创办家塾，培养人才。光绪二十年（1894年）卒。

## 家族
弟孫鏘鳴，道光進士，官至侍讀學士。
子孙诒让，近代教育家、語言學家。

## 著作
據《清史稿》，孫衣言撰有遜學齋《遜學齋文鈔》十卷、《遜學齋詩鈔》十卷。